# 信越ポリマー
信越ポリマー株式会社（しんえつポリマー、英称：Shin-Etsu Polymer Co., Ltd.）は、1960年9月に設立された日本の化学メーカーである。親会社の信越化学工業が生産した塩ビ樹脂・珪素樹脂等を原料とした加工品製造を主としている。携帯電話ボタン製造は世界首位。ウエハ容器では世界第2位である。

## 沿革
- 1960年12月 - 信越ポリマー株式会社として創業。
- 1963年9月 - 皇太子明仁親王（明仁上皇）、東京工場に行啓。
- 1966年7月 - 信越ユニット株式会社設立。
- 1981年12月 -Shin-Etsu Polymer America,Inc.設立
- 1983年12月 - 東京証券取引所第2部上場。
- 1985年9月 - 東京証券取引所第1部上場。
- 1986年6月 - Shin-Etsu Polymer Europe B.V.設立
- 1996年2月 - Shin-Etsu Polymer America,Inc.アトランタ営業所開設。
- 1996年7月 - Shin-Etsu Polymer Mexico,S.A.de C.V.設立。
- 2003年10月- Shin-Etsu Polymer Hungary Kft. 設立
- 2004年4月 - 信越ファインテック株式会社設立。
- 2007年10月 - Shin-Etsu Polymer India Private Limited設立。
- 2021年8月 - 株式会社キッチニスタ全株式を昭和電工マテリアルズから取得[1][2]。

## 主要事業所
- 本社 - 東京都千代田区大手町1-1-3
- 工場
  - 東京工場 - 埼玉県さいたま市北区吉野町1-406-1
  - 児玉工場 - 埼玉県児玉郡神川町大字元原字豊原300-5
  - 塩尻工場 - 長野県塩尻市大字広丘堅石2146-5
  - 糸魚川工場 - 新潟県糸魚川市大字大和川715

## 関連会社
- 信越ファインテック株式会社
- 株式会社キッチニスタ